# 斎藤十郎兵衛 (能役者)
斎藤 十郎兵衛（さいとう じゅうろべえ、宝暦13年〈1763年〉 - 文政3年3月7日〈1820年4月19日〉）は、阿波徳島藩主蜂須賀家お抱えの能役者。東洲斎写楽（江戸時代中期の浮世絵師）と同一人物ではないかと言われている。

## 来歴
徳島藩・蜂須賀侯お抱えの江戸住みの能役者の家柄であり、交互に与右衛門または十郎兵衛の通称を名乗っていた。表章の考証によると初名は源太郎、喜多座所属の地謡方、下掛宝生流のワキ。
『江戸名所図会』などで知られる考証家・斎藤月岑が天保15年（1844年）に著した『増補浮世絵類考』には、「写楽斎」の項に「俗称斎藤十郎兵衛、八丁堀に住す。阿州侯の能役者也」（通名は斎藤十郎兵衛といい、八丁堀に住む、阿波徳島藩主蜂須賀家お抱えの能役者である）と書かれている。長くこれが唯一の江戸時代に書かれた写楽の素性に関する記述だった。当時の八丁堀には、徳島藩の江戸屋敷が存在し、その中屋敷に藩お抱えの能役者が居住していた。また、蔦屋重三郎の店も写楽が画題としていた芝居小屋も八丁堀の近隣に位置していた。“東洲斎”という写楽のペンネームも、江戸の東に洲があった土地を意味していると考えれば、八丁堀か築地あたりしか存在しない。
1. 写楽が活動したのは、寛政6年（1794年）5月から翌年の寛政7年（1795年）1月にかけての約10か月の期間（寛政6年には閏11月がある）。この期間は、当時の徳島藩主蜂須賀治昭が参勤交代で帰国していて江戸に不在だった時期に一致している。
2. 能役者の公式名簿である『猿楽分限帖』や能役者の伝記『重修猿楽伝記』に、斎藤十郎兵衛の記載があることが確認されている。
3. 蜂須賀家の古文書である『蜂須賀家無足以下分限帳』及び『御両国（阿波と淡路）無足以下分限帳』の「御役者」の項目に、斉藤十郎兵衛の名が記載されていたことが確認されている。
4. 江戸の文化人について記した『諸家人名江戸方角分』の八丁堀の項目に「号写楽斎 地蔵橋」との記録があり、八丁堀地蔵橋に“写楽斎”と称する人物が住んでいたことが確認されている[注 2]。
5. 埼玉県越谷市の浄土真宗本願寺派今日山法光寺[注 3]の過去帳に「八丁堀地蔵橋 阿州殿御内 斎藤十良（郎）兵衛」が文政3年（1820年）3月7日に58歳で死去し、千住にて火葬されたとの記述が平成9年（1997年）に発見され、徳島藩に仕える斎藤十郎兵衛という人物が八丁堀地蔵橋に住んでいたことが確認されている。斎藤十郎兵衛が住んでいた八丁堀地蔵橋は現在の日本橋茅場町郵便局の辺りになる。
6. 『浮世絵類考』の一部の写本（天理大学図書館所蔵本、国立公文書館内閣文庫所蔵本）には「写楽は阿州の士にて斎藤十郎兵衛といふよし栄松斎長喜老人の話なり」とある。栄松斎長喜は写楽と同じ蔦屋重三郎版元の浮世絵師であり、写楽のことを実際に知っていたとしてもおかしくはない。長喜の作品「高島屋おひさ」には団扇に写楽の絵が描かれている。
7. 関根正直の聞書「江戸の文人村田春海」[3]によると八丁堀地蔵橋の村田家の隣家には徳島藩のお抱え能役者の一家が住んでいた。嘉永7年（1854年）版の『本八丁堀辺之絵図』には八丁堀地蔵橋の村田治兵衛の隣人は斎藤与右衛門とあり、中野三敏は「江戸の文人村田春海」の記事と合わせて、村田家の隣家が徳島藩の能役者斎藤家だったことを考証した（村田多勢子の養子春路（治兵衛）が斎藤与右衛門の実子であることは、中野三敏の考証以前から知られていた[4][5]）。後年、『猿楽分限帖』、『重修猿楽伝記』、法光寺の過去帳などが発見されたことで、斎藤十郎兵衛の八丁堀地蔵橋在住の事実が裏付けられた。

浮世絵研究者浅野秀剛は写楽研究の現状について、「写楽は誰かということについては、私たち研究者の間では能役者の斎藤十郎兵衛ということでほぼ一致している」と述べている。
令和元年（2019年）に国際浮世絵学会の監修、東京都江戸東京博物館他で開催された大浮世絵展の公式図録には「なお、謎の多い写楽に対しては、誰某論が盛んで、さまざまな説がありますが、阿波侯の能役者斎藤十郎兵衛とするもの以外に有力なものは見当たりません」と記載がある。